# Nakashibetsu
Nakashibetsu (中標津町, Nakashibetsu-chō) est un bourg du district de Shibetsu situé dans la sous-préfecture de Nemuro, sur l'île de Hokkaidō, au Japon.

## Géographie

### Démographie
Au 31 mars 2015, la population de Nakashibetsu s'élevait à 24 034 habitants répartis sur une superficie de 684,87 km2.